# 全國學生教育研討協會
全國學生教育研討協會（原名：十二年國教學生研討會），簡稱為學研會，為台灣一個由中學生發起的團體。初為網路發跡，成員來自臺灣各地，包括國高中及大專學生和社會人士。該組織表明以「不為反對而反對，願求改良而研討」為目標，探討中華民國教育部提出之十二年國民基本教育政策。

## 組織訴求
該組織訴求：
- 暫緩十二年國民基本教育之推動，待細部內容定案，消除親師生疑慮，妥善宣導完畢後，方可實施。
- 促進政府檢討方案缺失，進而改善及加強配套措施。
- 聽取多方建議，正視學生聲音，整合多元意見，發展良性國教。

## 歷史
- 2012年6月16日，十二年國教學生研討會正式成立。
- 2012年6月20日，社團設立網路論壇。
- 2012年9月8日，社團聯合「全國教師工會總會」及「全國家長團體聯盟」、「反畸形十二年國教學生聯盟」等組織舉行「十二年國教親師生聯合座談會」，為學生發聲。教育部次長陳益興也應邀出席。[2][3]

## 外部連結
- 十二年國教學生研討會首頁（页面存档备份，存于）
- 十二年國教親師生聯合座談會（页面存档备份，存于）